# Пісочний (Курська область)
Пісочний (рос. Песочный) — хутір в Льговському районі Курської області Російської Федерації.
Населення становить 9 осіб. Входить до складу муніципального утворення Іванчиківська сільрада.

## Історія
Населений пункт розташований на території українського етнічного та культурного краю Східна Слобожанщина.
Від 2004 року входить до складу муніципального утворення Іванчиківська сільрада.

## Населення
| 1959   | 2002 | 2010 |
| ------ | ---- | ---- |
| 16 473 | ↘23  | ↘9   |